# Cui Xijun
Cui Xijun (chinesisch 崔玺钧, Pinyin Cuī Xǐjūn; * 24. Januar 1985) ist ein ehemaliger chinesischer Eishockeyspieler, der zuletzt bis 2017 bei China Dragon in der Asia League Ice Hockey unter Vertrag stand.

## Karriere
Cui Xijun begann seine Karriere als Eishockeyspieler bei der Mannschaft aus Qiqihar, für die er 2005 in der Asia League Ice Hockey debütierte. Auch in der Spielzeit 2006/07, als die Mannschaft sich Changchun Fu'ao nannte, stand er in der Asia League auf dem Eis. Als sich Changchun Fu'ao 2007 mit Hosa, dem Team aus Harbin zur neuen chinesischen Profimannschaft China Sharks (heute: China Dragon) vereinigte wechselte Cui wieder in den Amateurbereich und spielte von 2011 bis 2015 erneut für das Team aus Qiqihar in der chinesischen Liga. 2010 und 2013 wurde er mit seiner Mannschaft chinesischer Landesmeister. 2015 wechselte er zu China Dragon und spielte für diese Mannschaft wieder in der Asia League. Nachdem das Team 2017 aufgelöst worden war, beendete er seine Karriere.

### International
Für China nahm Cui Xijun im Juniorenbereich an der U18-Weltmeisterschaft der Asien-Ozeanien-Division 2002 und der U20-Weltmeisterschaft der Division II 2005 teil.
Für die Herren-Nationalmannschaft debütierte der Angreifer dann allerdings erst im Alter von 30 Jahren bei der Weltmeisterschaft der Division II 2015, als er mit dem Team aus dem Reich der Mitte den Aufstieg aus der B- in die A-Gruppe erreichte. Er selbst trug als zweitbester Scorer (gemeinsam mit dem Neuseeländer Nicholas Henderson) hinter dem Bulgaren Iwan Chodulow maßgeblich zu diesem Erfolg bei. Bei der Weltmeisterschaft 2016 verpasste er dann mit der Mannschaft aus dem Reich der Mitte aber den Klassenerhalt in der A-Gruppe der Division II und stieg wieder in die B-Gruppe ab. Zudem vertrat er seine Farben bei der Olympiaqualifikation für die Winterspiele in Pyeongchang 2018 und den Winter-Asienspielen 2017.

## Erfolge und Auszeichnungen
- 2002 Aufstieg in die Division III bei der U18-Weltmeisterschaft der Asien-Ozeanien-Division
- 2010 Chinesischer Meister mit der Mannschaft aus Qiqihar
- 2013 Chinesischer Meister mit der Mannschaft aus Qiqihar
- 2015 Aufstieg in die Division II, Gruppe A, bei der Weltmeisterschaft der Division II, Gruppe A

## Asia-League-Statistik
(Stand: Ende der Saison 2016/17)